# グレイディ・ジャレット
グレイディ・ジャレット（Grady Jarrett, 1993年4月28日 - ）は、アメリカ合衆国ジョージア州アトランタ出身のプロアメリカンフットボール選手。NFLのシカゴ・ベアーズに所属している。ポジションはディフェンシブタックル。

## 経歴

### カレッジ
クレムソン大学では4年目の2014年シーズンに73タックル、1.5サックを記録し、オールACCファーストチームに選出された。

### アトランタ・ファルコンズ
2015年のNFLドラフトにて、全体137位でアトランタ・ファルコンズから指名され、その後4年総額252万ドルのルーキー契約を結んだ。
2015年シーズンは24タックル、1サックを記録した。
2016年シーズンは48タックル、3サックを記録した。ニューイングランド・ペイトリオッツとのスーパーボウルではトム・ブレイディから3サックを記録する活躍で、スーパーボウル1試合における個人のサックの最多タイ記録となったが、チームはその後大逆転負けを喫した。
2017年シーズンは55タックル、4サックを記録した。
2018年シーズン、第15週のアリゾナ・カージナルスで7タックル、2サックを記録し、AFCの週間最優秀守備選手に選出された。このシーズンは自己最高となる6サックを記録した。
2019年シーズン開幕前、2019年3月4日にファルコンズからフランチャイズタグを指定され、その後7月15日に4年総額6,800万ドルの契約延長に合意した。このシーズンは69タックル、自己最高となる7.5サックを記録し、自身初となるプロボウル、オールプロセカンドチームに選出された。
2020年シーズンも2年連続でプロボウルに選出された。
2021年シーズンは17試合に出場したが、わずか1サックに終わった。
2022年5月3日にファルコンズと3年総額6,700万ドルの契約延長に合意した。
2023年シーズンは8週目のタイタンズ戦にて、前十字靭帯断裂の大ケガを負い残り試合を欠場。
2024年シーズンはケガから復帰し、全17試合に出場。53タックル・2.5サックを記録したものの、シーズン終了後放出された。

### シカゴ・ベアーズ
2025年3月12日に3年総額4,350万ドルでシカゴ・ベアーズとの契約に合意した。

## 家族
父のジェシー・タグル、兄のジャスティン・タグルも元NFL選手。また、血縁関係はないもののレイ・ルイスとも親交が深く、「叔父」と呼んで慕っている。